# 江戸川区の町名
本項江戸川区の町名（えどがわくのちょうめい）では、東京都江戸川区における現在の町名を一覧化するとともに、明治時代初期以来の町名の変遷について記述する。

## 江戸川区の前史と行政区画の移り変わり

### 市制町村制施行まで
江戸川区は、昭和7年（1932年）10月1日、従前の南葛飾郡小岩町、小松川町、松江町、瑞江村、鹿本村、篠崎村、葛西村の3町4村の区域をもって成立した（当時は東京市の区であった）。以下、明治時代初期から江戸川区成立までの行政区画の変遷について略述する。
現在の江戸川区の区域は、かつては武蔵国葛飾郡に属し、近世末には以下の37村が存在した。
下小岩村、中小岩村、上小岩村、伊予田村、小岩田村、中平井村、下平井村、逆井村（さかさいむら）、東小松川村、西小松川村、東船堀村、西船堀村、西一之江村、上一色村、本一色村（もといっしきむら、ほんいっしきむら）、興野宮村（おきのみやむら）、松本村、鹿骨村（ししぼねむら）、上篠崎村、下篠崎村、伊勢屋村、上鎌田村、笹ケ崎村、下今井村、二之江村、上今井村、下鎌田村、当代島村、前野村、東一之江村、新堀村（しんぼりむら）、一之江新田、谷河内村（やごうちむら）、長島村、桑川村、東宇喜田村、西宇喜田村（東船堀村、西船堀村は幕末期に船堀村が東西に分村したもの）
なお、荒川放水路の開削に伴う町村の再編や、旧江戸川を挟んで対岸に位置する千葉県東葛飾郡と東京府南葛飾郡の境界変更などの要因により、上記37村の範囲は現行の江戸川区の範囲と完全には一致しない。
明治維新以降、これらの村は武蔵知県事の支配を経て、小菅県、続いて東京府に属した。その後、明治4年7月（1871年8月）の廃藩置県実施までの過渡期には複雑な変遷を経ている。
慶応4年7月17日（1868年9月3日）、「江戸ヲ称シテ東京ト為スノ詔書」が発せられ、それまでの「江戸」が「東京」に改称され、東京府が設置された。なお、慶応4年9月8日（1868年11月18日）に「明治」に改元している。現・江戸川区の区域に存在した村は、武蔵知県事の支配を経て、明治2年1月13日（1869年2月）に発足した小菅県に編入された。
明治4年7月（1871年8月）、廃藩置県が実施された。同年11月（1872年1月）、従来の東京府、品川県、小菅県が廃止されて、新しい東京府が設置された。これに伴い、同年から翌年にかけて品川県と小菅県の町村が東京府に編入され、小菅県に属していた前述の村々も東京府に編入されることとなった。同年11月（1872年1月）、府内は6大区・97小区に分けられた（いわゆる大区小区制）。明治7年（1874年）3月、区割りが見直され、あらためて11大区・103小区が設置された。後に江戸川区となる区域は第11大区第4〜6小区に属した。
その後、郡区町村編制法の施行に伴い、大区小区制は廃止され、明治11年（1878年）11月2日、東京府下に15区6郡（荏原、南豊島、北豊島、東多摩、南足立、南葛飾）が置かれた。後に江戸川区となる区域は、このうちの南葛飾郡に属していた。

## 江戸川区成立まで
明治22年（1889年）、市制・町村制が施行され、東京市（15区からなる）が成立、府下の6郡は、既存の町村が廃置分合（合併）して85町村となった。85町村のうち南葛飾郡に属していたのは1町23村で、このうち現在の江戸川区の区域に該当するのは小岩村、平井村、小松川村、船堀村、一之江村、松江村、鹿本村、篠崎村、瑞穂村、葛西村の10村である。これら10村とそれ以前の旧村との対応関係は次節のとおりである。
- 小岩村 - 下小岩村、中小岩村、上小岩村、伊予田村、小岩田村
- 平井村 - 上平井村、中平井村、下平井村
- 小松川村 - 逆井村、西小松川村（除:字堤外、境川以東の字堂ヶ島地先）、東小松川村の一部（境川以北の字金子地先）
- 船堀村 - 西船堀村、東船堀村、西宇喜田村の一部（宇喜田川以南の字棒芦場地先）、桑川村の一部（字小島飛地）、西一之江村の一部（飛地字新田）、西小松川村の一部（字堤外）、東小松川村の一部（飛地字新田）
- 一之江村 - 東一之江村、新堀村、一之江新田、谷河内村（除:字中耕地500 - 507番地）、鹿骨村の一部（字向田1577番地）
- 松江村 - 東小松川村（除:飛地字新田、境川以北の字金子地先）、西一之江村（除:飛地字新田）、西小松川村の一部（境川以東の字堂ヶ島地先）
- 鹿本村 - 上一色村（除:字六ツ割飛地）、本一色村、興之宮村、松本村、鹿骨村（除:字向田1577番地、字向田飛地）、谷河内村の一部（字中耕地500 - 507番地）
- 篠崎村 - 上篠崎村、下篠崎村、伊勢屋村、上鎌田村、笹ケ崎村、鹿骨村の一部（字向田飛地）
- 瑞穂村 - 下今井村（除:飛地）、二之江村（除:飛地、字宮前のうち新川以南）、上今井村、下鎌田村、当代島村、前野村
- 葛西村 - 長島村、桑川村（除:字小島飛地）、東宇喜田村、西宇喜田村（除: 宇喜田川以南の字棒芦場地先）、下今井村の一部（飛地）、二之江村の一部（飛地、字宮前のうち新川以南）

以上のほか、上一色村の字六ツ割飛地は奥戸村（現葛飾区のうち）に編入された。なお、市制町村制施行に先立つ明治18年（1885年）、千葉県東葛飾郡欠真間村の飛地が当時の下鎌田村と当代島村に編入されている。
明治28年（1895年）、松江村大字西小松川字堂ヶ島を大字東小松川に編入。同年、千葉県東葛飾郡と東京府南葛飾郡の境界が変更された。これは江戸川（旧江戸川）の東岸にあった東京府の飛地を千葉県に編入し、西岸にあった千葉県の飛地を東京府に編入したものである。編入先は以下のとおりである。
- 篠崎村伊勢屋の一部 → 南葛飾郡行徳町へ編入。
- 篠崎村上鎌田の一部 → 南葛飾郡行徳町へ編入。
- 南葛飾郡行徳町大和田の一部 → 篠崎村へ編入。同村大字大和田となる。
- 南葛飾郡行徳町東行徳の一部 → 篠崎村へ編入。同村大字本行徳となる。
- 南葛飾郡南行徳町欠真間の一部（字前野、字妙見島） → 瑞穂村へ編入。同村大字前野に編入。
- 南葛飾郡浦安村堀江の一部 → 葛西村へ編入。同村大字堀江となる。

上記の境界変更後の各村の大字名は以下のとおりである。
- 小岩村 - 下小岩、中小岩、上小岩、伊予田、小岩田
- 平井村 - 上平井、中平井、下平井
- 小松川村 - 逆井、西小松川、東小松川
- 船堀村 - 西船堀、東船堀、西一之江、西小松川、東小松川
- 一之江村 - 東一之江、新堀、一之江新田、谷河内
- 松江村 - 東小松川、西一之江、西小松川
- 鹿本村 - 上一色、本一色、興之宮、松本、鹿骨、谷河内
- 篠崎村 - 上篠崎、下篠崎、伊勢屋、上鎌田、笹ケ崎、鹿骨、本行徳、大和田
- 瑞穂村 - 下今井、二之江、上今井、下鎌田、当代島、前野
- 葛西村 - 長島、桑川、東宇喜田、西宇喜田、下今井、二之江、堀江

西小松川、東小松川、西一之江、鹿骨、谷河内、下今井、二之江は複数の村に同名大字が並存している。これは旧村の区域が複数の新村に分かれて編入されたためである。
大正2年（1913年）には瑞穂村と一之江村が合併し、旧村名の1字ずつをとって瑞江村となった。
大正3年（1914年）には荒川放水路の開削に伴い、村の区域が再編された。すなわち、荒川放水路によって分断された平井村、小松川村、船堀村が廃止され、これら3村の区域の一部は新設の小松川町となり、残余は松江村と奥戸村（現葛飾区のうち）に編入された。旧平井村は荒川放水路以西が小松川町となり、以東は奥戸村のうちとなった。旧小松川村と旧船堀村は荒川放水路以西が小松川町となり、以東は松江村のうちとなった。
新旧町村の編入関係は以下のとおりである。
小松川町
- 旧小松川村のうち逆井（全）、西小松川（一部）、東小松川
- 旧平井村のうち中平井（一部）、下平井
- 旧船堀村のうち西船堀（一部）、西小松川、東小松川（一部）

松江村に編入
- 旧船堀村のうち西船堀（一部）、東船堀（全）、西一之江（全）、東小松川（一部）
- 旧小松川村のうち西小松川（一部）

奥戸村に編入
- 旧平井村のうち上平井（全）、中平井（一部）、下平井（全）

「西小松川」と「東小松川」は、小松川村、松江村、船堀村の3村に分かれて存在する大字であったが、上記の大正3年の廃置分合により、荒川放水路以西が小松川町小松川、以東が松江村西小松川・東小松川となった。
以上の廃置分合の結果、後の江戸川区に該当する地域の自治体は小岩村、小松川町、瑞江村、松江村、鹿本村、篠崎村、葛西村の1町6村となった。このうち、松江村は大正15年（1926年）、小岩村は昭和3年（1928年）にそれぞれ町制を施行している。

### 江戸川区成立以降
昭和7年（1932年）10月1日、東京市は周辺の5郡（荏原、北豊島、豊多摩、南足立、南葛飾）に属する82町村を編入し、いわゆる大東京市が成立した。なお、従前の6郡のうち、南豊島郡と東多摩郡が明治29年（1896年）に合併して豊多摩郡となっている。編入された82町村は20区に編成され、東京市は既存の15区と合わせ、35区から構成されることとなった。江戸川区はこの時に成立した20区のうちの1つで、小岩町、小松川町、松江町、瑞江村、鹿本村、篠崎村、葛西村の3町4村の区域をもって新設された。
昭和18年（1943年）7月1日、東京府と東京市が廃止されて、新たに東京都が設置された。この時、江戸川区を含む35区は東京都直轄の区となった。昭和22年（1947年）3月15日、35区は22区に再編されるが、江戸川区の区域には変更はなかった。同年8月1日、板橋区から練馬区が分区し東京都区部は23区となった。

## 町名一覧

### 区発足時の町名
区発足時には115町丁が存在した。その後、昭和9年（1934年）には葛西地区、昭和13年（1938年）には瑞江地区で大規模な町名改正があり、町名町界が大きく変わった。下表は昭和7年（区発足時）の115町名と昭和13年時点の町名の対照表である。
| 町名（1932年現在）     | 直前の地名                                     | 1938年現在の町名                             | 町名廃止年     | 備考                                                                                         |
| ---------------------- | ---------------------------------------------- | -------------------------------------------- | -------------- | -------------------------------------------------------------------------------------------- |
| 小岩町一丁目           | 小岩町大字下小岩                               | 小岩町1                                      | 1978           |                                                                                              |
| 小岩町二丁目           | 小岩町大字下小岩                               | 小岩町2                                      | 1966           |                                                                                              |
| 小岩町三丁目           | 小岩町大字下小岩                               | 小岩町3                                      | 1966           |                                                                                              |
| 小岩町四丁目           | 小岩町大字小岩田・伊予田                       | 小岩町4                                      | 1966           |                                                                                              |
| 小岩町五丁目           | 小岩町大字中小岩                               | 小岩町5                                      | 1966           |                                                                                              |
| 小岩町六丁目           | 小岩町大字上小岩                               | 小岩町6                                      | 1966           |                                                                                              |
| 小岩町七丁目           | 小岩町大字伊予田                               | 小岩町7                                      | 1966           |                                                                                              |
| 小岩町八丁目           | 小岩町大字中小岩・小岩田                       | 小岩町8                                      | 1966           |                                                                                              |
| 平井一丁目             | 小松川町大字下平井                             | 平井1                                        | 1972           | 1972住居表示、「平井」の地名は存続                                                           |
| 平井二丁目             | 小松川町大字下平井                             | 平井2                                        | 1972           | 同上                                                                                         |
| 平井三丁目             | 小松川町大字下平井                             | 平井3                                        | 1972           | 同上                                                                                         |
| 平井四丁目             | 小松川町大字中平井                             | 平井4                                        | 1972           | 同上                                                                                         |
| 逆井一丁目             | 小松川町大字逆井                               | 逆井1                                        | 1988           |                                                                                              |
| 逆井二丁目             | 小松川町大字逆井                               | 逆井2                                        | 1972           |                                                                                              |
| 小松川一丁目           | 小松川町大字一丁目・西船堀・東小松川・西小松川 | 小松川1                                      | 1988           | 1988住居表示、「小松川」の地名は存続                                                         |
| 小松川二丁目           | 小松川町大字二丁目                             | 小松川2                                      | 1993           | 1993住居表示、「小松川」の地名は存続                                                         |
| 小松川三丁目           | 小松川町大字三丁目                             | 小松川3                                      | 1998           | 1998住居表示、「小松川」の地名は存続                                                         |
| 小松川四丁目           | 小松川町大字四丁目                             | 小松川4                                      | 住居表示未実施 |                                                                                              |
| 東小松川一丁目         | 松江町東小松川                                 | 東小松川1                                    | 1978           | 住居表示実施後の東小松川一〜四丁目（1978成立）とは範囲が異なる                               |
| 東小松川二丁目         | 松江町東小松川                                 | 東小松川2                                    | 1978           | 同上                                                                                         |
| 東小松川三丁目         | 松江町東小松川                                 | 東小松川3                                    | 1984           | 同上                                                                                         |
| 東小松川四丁目         | 松江町東小松川                                 | 東小松川4                                    | 1965           | 同上                                                                                         |
| 東小松川五丁目         | 松江町東小松川                                 | 東小松川5                                    | 1984           |                                                                                              |
| 西小松川一丁目         | 松江町西小松川                                 | 西小松川1                                    | 1978           |                                                                                              |
| 西小松川二丁目         | 松江町西小松川                                 | 西小松川2                                    | 1965           |                                                                                              |
| 東船堀町               | 松江町東船堀                                   | 東船堀町                                     | 1979           |                                                                                              |
| 西船堀町               | 松江町西船堀                                   | 西船堀町                                     | 1979           |                                                                                              |
| 南船堀町               | 松江町東小松川、西一之江（飛地）               | 南船堀町、一之江4                            | 1979           |                                                                                              |
| 西一之江一丁目         | 松江町西一之江                                 | 西一之江1                                    | 1979           | 住居表示実施後の西一之江一丁目（1979成立）とは位置が異なる                                   |
| 西一之江二丁目         | 松江町西一之江                                 | 西一之江2、一之江2                           | 1979           | 住居表示実施後の西一之江二丁目（1979成立）とは位置が異なる                                   |
| 上一色町               | 鹿本村上一色                                   | 上一色町                                     | 1986           | 地名は「上一色一〜三丁目」として存続                                                         |
| 本一色町               | 鹿本村本一色                                   | 本一色町                                     | 1986           | 地名は「本一色一〜三丁目」として存続                                                         |
| 興宮町                 | 鹿本村興之宮                                   | 興宮町                                       | 存続           | 1986住居表示実施                                                                             |
| 松本町                 | 鹿本村松本                                     | 松本町                                       | 1992           | 地名は「松本一・二丁目」として存続                                                           |
| 鹿骨町                 | 鹿本村鹿骨、谷河内                             | 鹿骨町、春江町1                              | 一部存続       | 大部分が「鹿骨一〜六丁目」となる                                                             |
| 上篠崎町               | 篠崎村上篠崎・鹿骨                             | 上篠崎町                                     | 1990           | 地名は「上篠崎一〜四丁目」として存続                                                         |
| 下篠崎町               | 篠崎村下篠崎                                   | 下篠崎町                                     | 一部存続       | 1987住居表示実施                                                                             |
| 東篠崎町               | 篠崎村伊勢屋、大和田、本行徳                   | 東篠崎町                                     | 一部存続       |                                                                                              |
| 西篠崎町               | 篠崎村上篠崎                                   | 西篠崎町                                     | 1990           | 現行町名（1991成立）の「西篠崎一・二丁目」とは範囲が異なる                                   |
| 南篠崎町               | 篠崎村上鎌田                                   | 南篠崎町                                     | 1987           | 地名は「南篠崎町一〜五丁目」として存続                                                       |
| 北篠崎町               | 篠崎村笹ケ崎                                   | 北篠崎町                                     | 1990           | 地名は「北篠崎一・二丁目」として存続                                                         |
| 下今井町               | 瑞江村下今井                                   | 下今井町、江戸川4・5                         | 1980           |                                                                                              |
| 二之江町               | 瑞江村二之江                                   | 二之江町、春江町4・5、西瑞江4・5、江戸川4〜6 | 一部存続       |                                                                                              |
| 今井町                 | 瑞江村上今井                                   | 西瑞江3・4、江戸川3・4                       | 1938           |                                                                                              |
| 下鎌田町               | 瑞江村下鎌田                                   | 下鎌田町、西瑞江2・3、東瑞江2、江戸川1〜3    | 2004           |                                                                                              |
| 当代町                 | 瑞江村当代島                                   | 江戸川1・2                                   | 1938           |                                                                                              |
| 前野町                 | 瑞江村前野                                     | 前野町、江戸川1                              | 1987           |                                                                                              |
| 一之江町               | 瑞江村東一之江                                 | 一之江町、一之江1〜4、春江町2〜4             | 一部存続       |                                                                                              |
| 新堀町                 | 瑞江村新堀、下篠崎                             | 新堀町、一之江1、春江町1、西瑞江1            | 1970           | 1938年にごく一部を残して町名変更。1970年廃止。地名は「新堀一・二丁目」（1979年成立）に継承。 |
| 椿町                   | 瑞江村一之江新田                               | 春江町1・2、西瑞江1                          | 1938           |                                                                                              |
| 谷河内町               | 瑞江村谷河内                                   | 谷河内町、西瑞江1                            | 1966           | 地名は「谷河内一・二丁目」として存続                                                         |
| 東長島町               | 葛西村長島                                     | 長島町                                       | 1934           |                                                                                              |
| 西長島町               | 葛西村長島                                     | 新田1                                        | 1934           |                                                                                              |
| 南長島町               | 葛西村長島                                     | 葛西2                                        | 1934           |                                                                                              |
| 長島町上蜆島           | 葛西村長島                                     | 上蜆島                                       | 1934           |                                                                                              |
| 長島町下蜆島           | 葛西村長島                                     | 下蜆島                                       | 1934           |                                                                                              |
| 西宇喜田町             | 葛西村西宇喜田                                 | 宇喜田町                                     | 1934           |                                                                                              |
| 東宇喜田町             | 葛西村東宇喜田                                 | 葛西1                                        | 1934           |                                                                                              |
| 東宇喜田御立野         | 葛西村東宇喜田                                 | 堀江町                                       | 1934           |                                                                                              |
| 東宇喜田川中           | 葛西村東宇喜田                                 | 葛西2                                        | 1934           |                                                                                              |
| 東宇喜田川縁           | 葛西村東宇喜田                                 | 堀江町                                       | 1934           |                                                                                              |
| 東宇喜田上蜆島         | 葛西村東宇喜田                                 | 上蜆島                                       | 1934           |                                                                                              |
| 東宇喜田下蜆島         | 葛西村東宇喜田                                 | 下蜆島                                       | 1934           |                                                                                              |
| 葛西下今井町小島       | 葛西村下今井                                   | 小島町1                                      | 1934           |                                                                                              |
| 葛西下今井町二ノ割     | 葛西村下今井                                   | 小島町2                                      | 1934           |                                                                                              |
| 葛西下今井町三ノ割     | 葛西村下今井                                   | 小島町2                                      | 1934           |                                                                                              |
| 葛西下今井町四ノ割     | 葛西村下今井                                   | 小島町2                                      | 1934           |                                                                                              |
| 葛西下今井町五ノ割     | 葛西村下今井                                   | 小島町2                                      | 1934           |                                                                                              |
| 葛西下今井町四五ノ先   | 葛西村下今井                                   | 小島町1                                      | 1934           |                                                                                              |
| 葛西下今井町三四五ノ先 | 葛西村下今井                                   | 小島町1                                      | 1934           |                                                                                              |
| 葛西下今井町十五面     | 葛西村下今井                                   | 新田1                                        | 1934           |                                                                                              |
| 葛西下今井町下府       | 葛西村下今井                                   | 新田2                                        | 1934           |                                                                                              |
| 葛西下今井町乗掛       | 葛西村下今井                                   | 新田2                                        | 1934           |                                                                                              |
| 葛西下今井町川中       | 葛西村下今井                                   | 葛西2                                        | 1934           |                                                                                              |
| 葛西下今井町川縁       | 葛西村下今井                                   | 堀江町                                       | 1934           |                                                                                              |
| 葛西下今井町下内       | 葛西村下今井                                   | 葛西3                                        | 1934           |                                                                                              |
| 葛西下今井町前洲       | 葛西村下今井                                   | 葛西3                                        | 1934           |                                                                                              |
| 葛西下今井町元御立野   | 葛西村下今井                                   | 堀江町                                       | 1934           |                                                                                              |
| 葛西下今井町上蜆島     | 葛西村下今井                                   | 上蜆島                                       | 1934           |                                                                                              |
| 葛西下今井町下蜆島     | 葛西村下今井                                   | 下蜆島                                       | 1934           |                                                                                              |
| 葛西下今井町古川南     | 葛西村下今井                                   | 桑川町                                       | 1934           |                                                                                              |
| 葛西二之江町小島       | 葛西村二之江                                   | 小島町1                                      | 1934           |                                                                                              |
| 葛西二之江町二ノ割     | 葛西村二之江                                   | 小島町2                                      | 1934           |                                                                                              |
| 葛西二之江町三ノ割     | 葛西村二之江                                   | 小島町2                                      | 1934           |                                                                                              |
| 葛西二之江町四ノ割     | 葛西村二之江                                   | 小島町2                                      | 1934           |                                                                                              |
| 葛西二之江町五ノ割     | 葛西村二之江                                   | 小島町2                                      | 1934           |                                                                                              |
| 葛西二之江町三ノ先     | 葛西村二之江                                   | 小島町1                                      | 1934           |                                                                                              |
| 葛西二之江町四五ノ先   | 葛西村二之江                                   | 小島町1                                      | 1934           |                                                                                              |
| 葛西二之江町三四五ノ先 | 葛西村二之江                                   | 小島町1                                      | 1934           |                                                                                              |
| 葛西二之江町十五面     | 葛西村二之江                                   | 新田1                                        | 1934           |                                                                                              |
| 葛西二之江町下府       | 葛西村二之江                                   | 新田2                                        | 1934           |                                                                                              |
| 葛西二之江町乗掛       | 葛西村二之江                                   | 新田2                                        | 1934           |                                                                                              |
| 葛西二之江町川中       | 葛西村二之江                                   | 葛西2                                        | 1934           |                                                                                              |
| 葛西二之江町川縁       | 葛西村二之江                                   | 堀江町                                       | 1934           |                                                                                              |
| 葛西二之江町下内       | 葛西村二之江                                   | 葛西3                                        | 1934           |                                                                                              |
| 葛西二之江町前洲       | 葛西村二之江                                   | 葛西3                                        | 1934           |                                                                                              |
| 葛西二之江町元御立野   | 葛西村二之江                                   | 堀江町                                       | 1934           |                                                                                              |
| 葛西二之江町上蜆島     | 葛西村二之江                                   | 上蜆島                                       | 1934           |                                                                                              |
| 葛西二之江町下蜆島     | 葛西村二之江                                   | 下蜆島                                       | 1934           |                                                                                              |
| 葛西二之江町宮前       | 葛西村二之江                                   | 桑川町                                       | 1934           |                                                                                              |
| 桑川町                 | 葛西村桑川                                     | 桑川町、江戸川5                              | 1980           |                                                                                              |
| 桑川町小島             | 葛西村桑川                                     | 小島町1                                      | 1934           |                                                                                              |
| 桑川町瓜山             | 葛西村桑川                                     | 小島町1                                      | 1934           |                                                                                              |
| 桑川町二ノ割           | 葛西村桑川                                     | 小島町2                                      | 1934           |                                                                                              |
| 桑川町三ノ割           | 葛西村桑川                                     | 小島町2                                      | 1934           |                                                                                              |
| 桑川町四ノ割           | 葛西村桑川                                     | 小島町2                                      | 1934           |                                                                                              |
| 桑川町五ノ割           | 葛西村桑川                                     | 小島町2                                      | 1934           |                                                                                              |
| 桑川町四五ノ先         | 葛西村桑川                                     | 小島町1                                      | 1934           |                                                                                              |
| 桑川町三四五ノ先       | 葛西村桑川                                     | 小島町1                                      | 1934           |                                                                                              |
| 桑川町十五面           | 葛西村桑川                                     | 新田1                                        | 1934           |                                                                                              |
| 桑川町下府             | 葛西村桑川                                     | 新田2                                        | 1934           |                                                                                              |
| 桑川町乗掛             | 葛西村桑川                                     | 新田2                                        | 1934           |                                                                                              |
| 桑川町下内             | 葛西村桑川                                     | 葛西3                                        | 1934           |                                                                                              |
| 桑川町前洲             | 葛西村桑川                                     | 葛西3                                        | 1934           |                                                                                              |
| 堀江町                 | 葛西村堀江                                     | 堀江町                                       | 一部存続       |                                                                                              |

### 昭和戦前期の町名
前述のとおり、葛西地区と瑞江地区では昭和戦前期に大規模な町名改正が実施されている。葛西地区の臨海部は、かつては下今井村･二之江村・桑川村の飛地となっており、江戸川区成立当初（1932年）の町名は従前の村名と小字名を継承したものであったが、2年後の昭和9年（1934年）に旧町名が廃止され、小島一・二丁目、新田一・二丁目等に変更された。なお、葛西地区では1970年代以降の住居表示実施により町名町界が再度変更されている。
瑞江地区では昭和9年（1934年）に飛地の整理が実施され、以下のような変更があった。
- 今井町 - 下鎌田町、一之江町の各一部を編入
- 下鎌田町 - 椿町、今井町の各一部を編入
- 新堀町 - 椿町の一部を編入
- 一之江町 - 下鎌田町、今井町、椿町の各一部を編入
- 椿町 - 谷河内町、下鎌田町、新堀町、一之江町の各一部を編入
- 谷河内町 - 椿町、下鎌田町の各一部を編入

瑞江地区では昭和13年（1938年）にほぼ全域にわたる町名変更が実施された。この時に一之江一〜四丁目、春江町一〜五丁目、西瑞江一〜五丁目、東瑞江二丁目（一丁目はなし）、江戸川一〜六丁目が成立。既存の町名のうち今井町、椿町、当代町は消滅し、一之江町、二之江町、下今井町、前野町、下鎌田町、新堀町は町域を大幅に縮小した。なお、瑞江地区では1980年代以降の住居表示実施により町名町界が再度変更されている。
以下は昭和13年（1938年）の町名変更実施直後の町名の一覧である。これらの町名には以後昭和40年（1965年）まで変化はなかったが、同年以降、住居表示や区画整理実施に伴い、大部分の町名が変更されている。瑞江地区、篠崎地区、鹿骨地区などでは町名が再度変更された区域が多く、新旧町名の変遷が煩雑であるため、下表では概略を記すにとどめる。
| 町名（1938年現在） | 直前の地名 | 町の成立年 | 町の廃止年     | 現行町名                                     | 備考 |
| ------------------ | --- | ---------- | -------------- | -------------------------------------------- | --- |
| 小岩町一〜八丁目   | 南葛飾郡小岩町下小岩・中小岩・上小岩・小岩田・伊予田 | 1932       | 1978           | 南小岩、西小岩、東小岩、北小岩               | 当地区の大部分は1966年に住居表示実施。小岩町一丁目の一部のみ1978年まで存続（同年南小岩一丁目となる）。 |
| 平井一〜四丁目     | 南葛飾郡小松川町下平井・中平井 | 1932       | 1972           | 平井                                         | 1972年住居表示実施時に逆井一・二丁目の区域を合わせ平井一〜七丁目に再編 |
| 逆井一・二丁目     | 南葛飾郡小松川町逆井 | 1932       | 1988           | 平井、小松川                                 | 当地区の大部分は1972年の住居表示実施で平井に町名変更。逆井一丁目のごく一部（中川新橋付近）のみ1988年まで存続（同年小松川三丁目に編入）。                                                                                   |
| 小松川一〜四丁目   | 南葛飾郡小松川町一〜四丁目・西船堀・東小松川・西小松川 | 1932       | 存続           | 小松川                                       | 当地区の一部は1988・1993・1996年に住居表示実施。町名は不変（丁目界の変更はあり）。2011年現在、三丁目の一部と四丁目の全部は住居表示未実施。                                                                                 |
| 東小松川一〜五丁目 | 南葛飾郡松江町東小松川 | 1932       | 1984           | 東小松川、中央、松江、大杉、西一之江、船堀   | 旧東小松川一〜五丁目は現行の東小松川一〜四丁目（1978年住居表示）より広範な町域を有していた。旧四丁目は1965年、旧一・二丁目は1978年、旧三・五丁目は1984年に廃止。1978年〜1984年は新一〜四丁目と旧三・五丁目が併存していた。 |
| 西小松川一・二丁目 | 南葛飾郡松江町西小松川 | 1932       | 1978           | 西小松川町、中央、松島                       | 旧西小松川一・二丁目は現行の西小松川町（1978年住居表示）より広範な町域を有していた。旧二丁目は1965年、旧一丁目は1978年に廃止。                                                                                             |
| 東船堀町           | 南葛飾郡松江町東船堀 | 1932       | 1979           | 船堀、松江、北葛西                           | 当地区の大部分は1972年の住居表示実施で町名変更。残余の一部は1979年まで存続（同年北葛西一丁目のうちとなる）。 |
| 西船堀町           | 南葛飾郡松江町西船堀 | 1932       | 1979           | 船堀、北葛西                                 | 当地区の大部分は1972年の住居表示実施で町名変更。残余の一部は1979年まで存続（同年北葛西一丁目のうちとなる）。 |
| 南船堀町           | 南葛飾郡松江町東小松川、西一之江（飛地） | 1932       | 1979           | 北葛西                                       | |
| 西一之江一・二丁目 | 南葛飾郡松江町西一之江 | 1932       | 1984           | 西一之江、一之江、鹿骨、船堀、大杉           | 住居表示実施により1984年に成立した西一之江一〜四丁目に地名は継承されている（町界には変更あり）。 |
| 上一色町           | 南葛飾郡鹿本村上一色 | 1932       | 1986           | 上一色、西小岩、南小岩                       | 住居表示実施により1984年に成立した上一色一〜三丁目に地名は継承されている（町界には変更あり）。 |
| 本一色町           | 南葛飾郡鹿本村本一色 | 1932       | 1986           | 本一色、興宮町                               | 住居表示実施により1986年に成立した本一色一〜三丁目に地名は継承されている（町界には変更あり）。「もといっしき」「ほんいっしき」の両様の読み方があったが、現行町名は「ほんいっしき」を正式とする。                           |
| 興宮町             | 南葛飾郡鹿本村興之宮 | 1932       | 存続           | 興宮町、南小岩、本一色、松本、東松本         | 当地区の大部分は1986年に住居表示実施（興宮町の町名は継承）。残余の一部は1992年まで存続（同年東松本二丁目のうちとなる）。                                                                                                   |
| 松本町             | 南葛飾郡鹿本村松本 | 1932       | 1992           | 松本、東松本、鹿骨、中央、大杉、南小岩       | 住居表示実施により1986年に成立した松本一・二丁目、1991・1992年に成立した東松本一・二丁目に地名は継承されている（町界には変更あり）。                                                                                       |
| 鹿骨町             | 南葛飾郡鹿本村鹿骨、谷河内、（下篠崎、西一之江） | 1932       | 一部存続       | 鹿骨、北篠崎、篠崎町、西篠崎、上篠崎、南小岩 | 当地区の一部は1970年の地番整理（住居表示実施ではない）で鹿骨一〜五丁目に変更。1991・1992年の住居表示実施で鹿骨一〜六丁目に再編。1932年成立の鹿骨町（丁目なし）はごく一部が存続。                                           |
| 上篠崎町           | 南葛飾郡篠崎村上篠崎 | 1932       | 1990           | 上篠崎、篠崎町、鹿骨                         | 当地区の大部分は1966年の地番整理（住居表示実施ではない）で上篠崎町一〜四丁目等に変更。1990年の住居表示実施で上篠崎一〜四丁目に再編。1932年成立の上篠崎町（丁目なし）は一部が1990年まで存続。                               |
| 下篠崎町           | 南葛飾郡篠崎村下篠崎 | 1932       | 存続           | 下篠崎町、上篠崎、篠崎町、南篠崎町、谷河内   | 当地区の大部分は1966年の地番整理（住居表示実施ではない）で篠崎町一〜七丁目等に変更。1932年成立の下篠崎町は一部が存続し1987年に住居表示実施。                                                                               |
| 東篠崎町           | 南葛飾郡篠崎村伊勢屋、大和田、本行徳 | 1932       | 一部存続       | 東篠崎町、東篠崎                             | 当地区の大部分は1987年の住居表示実施により東篠崎一・二丁目に変更。1932年成立の東篠崎町（丁目なし）は河川敷部分のみ存続。                                                                                                   |
| 西篠崎町           | 南葛飾郡篠崎村上篠崎 | 1932       | 1990           | 北篠崎、東小岩                               | 当地区の大部分は1966年の地番整理（住居表示実施ではない）で北篠崎町一・二丁目等に変更。1932年成立の西篠崎町はごく一部が存続していたが1990年の住居表示実施で廃止。1991年成立の西篠崎一・二丁目は旧西篠崎町とは別の町域。     |
| 南篠崎町           | 南葛飾郡篠崎村上鎌田 | 1932       | 1987           | 南篠崎町、篠崎町、谷河内                     | 当地区の大部分は1966年の地番整理（住居表示実施ではない）で南篠崎町一〜四丁目等に変更。1987・1993・1994・2001年の住居表示実施で南篠崎町一〜五丁目に再編。1932年成立の南篠崎町（丁目なし）は一部が1987年まで存続。           |
| 北篠崎町           | 南葛飾郡篠崎村笹ケ崎 | 1932       | 1990           | 北篠崎、上篠崎、東小岩、南小岩               | 当地区の大部分は1966年の地番整理（住居表示実施ではない）で北篠崎町一・二丁目等に変更。1990年の住居表示実施で北篠崎一・二丁目に再編。1932年成立の北篠崎町（丁目なし）は一部が1990年まで存続。                               |
| 下今井町           | 南葛飾郡瑞江村下今井 | 1932       | 1980           | 東葛西                                       | 1938年の町名地番整理により町域縮小。残余の狭小地は1980年東葛西のうちとなり廃止。 |
| 二之江町           | 南葛飾郡瑞江村 | 1932       | 一部存続       | 二之江町、船堀                               | 当地区の大部分は1938年の町名地番整理で春江町、西瑞江、江戸川等に変更。残余の狭小地は存続。 |
| 下鎌田町           | 南葛飾郡瑞江村下鎌田 | 1932       | 2004           | 南篠崎町、瑞江、東瑞江                       | 1938年の町名地番整理により町域縮小。残余は1994年、2001年及び2004年の住居表示実施により南篠崎町二・三丁目、東瑞江一丁目、瑞江二丁目のうちとなり、2004年に町名消滅。                                                         |
| 前野町             | 南葛飾郡瑞江村前野 | 1932       | 1987           | 南篠崎町                                     | 1938年の町名地番整理により町域縮小。残余の狭小地は1987年南篠崎町五丁目のうちとなり廃止。 |
| 一之江町           | 南葛飾郡瑞江村東一之江 | 1932       | 一部存続       | 一之江町                                     | 当地区の大部分は1938年の町名地番整理で一之江一〜四丁目等に変更。1932年成立の一之江町は一部が存続。 |
| 新堀町             | 南葛飾郡瑞江村新堀 | 1932       | 1970           | 鹿骨                                         | 1938年の町名地番整理によりごく一部を残して町名変更。残余の狭小地も1970年廃止。地名は「新堀一・二丁目」（1979年成立）として復活。                                                                                           |
| 谷河内町           | 南葛飾郡瑞江村谷河内 | 1932       | 1970           | 谷河内、鹿骨、南篠崎町                       | 1966年の地番整理（住居表示実施ではない）で谷河内町一・二丁目等に変更。1991・1993年の住居表示実施で町界を大幅に変更し谷河内一・二丁目に再編。1932年成立の谷河内町（丁目なし）の残余は1970年に鹿骨のうちとなり廃止。         |
| 一之江一〜四丁目   | 一之江町、新堀町、西一之江、南船堀町、大杉、鹿骨 | 1938       | 1988           | 一之江、鹿骨、春江町                         | 当地区の大部分は1983年の住居表示実施で一之江一〜七丁目に再編。2006年に一之江八丁目を新設。1938年成立の旧一之江一〜四丁目のうち旧三・四丁目は1983年、旧一・二丁目は1988年に廃止。                                           |
| 春江町一〜五丁目   | 一之江町、新堀町、椿町、鹿骨町、二之江町 | 1938       | 存続           | 春江町、新堀、一之江                         | 1988年に二・三丁目、1991年に一丁目の住居表示実施。旧一丁目の大部分は1979年新堀一・二丁目に変更。四・五丁目は住居表示未実施。四丁目の大部分は2006年の住居表示実施で一之江のうちとなる。                                     |
| 西瑞江一〜五丁目   | 二之江町、下鎌田町、今井町、新堀町、椿町 | 1938       | 存続           | 西瑞江、瑞江、谷河内、一之江                 | 住居表示未実施。一丁目は2004年の住居表示実施で消滅。 |
| 東瑞江二丁目       | 下鎌田町 | 1938       | 存続           | 東瑞江2                                      | 長らく二丁目のみが存在し一丁目は未成立であったが、2001年に一丁目が成立。二丁目は住居表示未実施。 |
| 江戸川一〜六丁目   | 二之江町、下鎌田町、今井町、南篠崎町、前野町、当代町、下今井町、桑川町 | 1938       | 存続           | 江戸川1〜6                                   | 住居表示未実施 |
| 長島町             | 東長島町 | 1934       | 1981           | 中葛西、東葛西                               | |
| 宇喜田町           | 西宇喜田町 | 1934       | 一部存続       | 宇喜田町、北葛西、西葛西、中葛西             | 1979年大部分が北葛西一〜五丁目に変更、一部が宇喜田町として存続。 |
| 小島町一・二丁目   | 葛西下今井町小島、葛西下今井町二ノ割、葛西下今井町三ノ割、葛西下今井町四ノ割、葛西下今井町五ノ割、葛西下今井町四五ノ先、葛西下今井町三四五ノ先、葛西二之江町小島、葛西二之江町二ノ割、葛西二之江町三ノ割、葛西二之江町四ノ割、葛西二之江町五ノ割、葛西二之江町三ノ先、葛西二之江町四五ノ先、葛西二之江町三四五ノ先、桑川町小島、桑川町瓜山、桑川町二ノ割、桑川町三ノ割、桑川町四ノ割、桑川町五ノ割、桑川町四五ノ先、桑川町三四五ノ先 | 1934       | 1978           | 西葛西、清新町                               | 埋立地部分（現清新町）は1982年まで存続 |
| 新田一・二丁目     | 西長島町、葛西下今井町十五面、葛西下今井町下府、葛西下今井町乗掛、葛西二之江町十五面、葛西二之江町下府、葛西二之江町乗掛、桑川町十五面、桑川町下府、桑川町乗掛 | 1934       | 1978           | 西葛西、中葛西、清新町、臨海町               | 埋立地部分（現臨海町）は1984年まで存続 |
| 葛西一〜三丁目     | 南長島町、東宇喜田町、東宇喜田川中、葛西下今井町下内、葛西下今井町前洲、葛西下今井町川中、葛西二之江町下内、葛西二之江町前洲、葛西二之江町川中、桑川町下内、桑川町前洲 | 1934       | 1981           | 東葛西、中葛西、西葛西                       | 埋立地部分（現臨海町）は1984年まで存続 |
| 桑川町             | 桑川町、葛西下今井町古川南、葛西二之江町宮前 | 1932       | 1980           | 中葛西、東葛西                               | |
| 堀江町             | 堀江町、東宇喜田御立野、東宇喜田川縁、葛西下今井町元御立野、葛西下今井町川縁、葛西二之江町元御立野、葛西二之江町川縁 | 1932       | 1979実質的廃止 | 南葛西、臨海町、堀江町                       | 旧江戸川河川敷部分のみ堀江町として存続 |
| 上蜆島             | 長島町上蜆島、東宇喜田上蜆島、葛西下今井町上蜆島、葛西二之江町上蜆島 | 1934       | 1985?          | 臨海町                                       | |
| 下蜆島             | 長島町下蜆島、東宇喜田下蜆島、葛西下今井町下蜆島、葛西二之江町下蜆島 | 1934       | 1985?          | 臨海町                                       | |

## 20世紀後半における町名変更
江戸川区では昭和40年（1965年）以降、順次住居表示が実施されている。これとは別に、区の東部の篠崎・谷河内（やごうち）・鹿骨（ししぼね）地区では、住居表示に関する法律に基づかない町名地番整理が昭和41年（1966年）以降実施された。これらの町名地番整理済み地区においては、昭和62年（1987年）以降、あらためて住居表示が実施され、上篠崎、北篠崎などの地区では町名が再変更されている。また、昭和13年（1938年）に町名地番整理済みの一之江、春江町などにおいてもあらためて住居表示が実施されている。
以下、20世紀後半に町名町界が再変更された地区について、その概要を記す。

### 篠崎地区
篠崎地区では、昭和41年（1966年）実施の町名地番整理と、昭和62年（1987年）以降の住居表示実施とにより、再度にわたり町名変更が行われた。その経緯は以下のとおりである。
昭和7年（1932年）の江戸川区成立時に、旧篠崎村の地区は上篠崎町、下篠崎町、東篠崎町、西篠崎町、南篠崎町、北篠崎町の6町に区画された。
昭和41年（1966年）3月1日、篠崎地区の町名地番整理が実施された。このとき上篠崎町、下篠崎町、西篠崎町、南篠崎町、北篠崎町、鹿骨町、谷河内町の各一部をもって篠崎町一〜七丁目、上篠崎町一〜四丁目、南篠崎町一〜四丁目、北篠崎町一・二丁目が成立した。このほか、上篠崎町、下篠崎町、西篠崎町、南篠崎町、北篠崎町の各一部は昭和45年（1970年）までに南小岩二丁目、東小岩一丁目、谷河内町一・二丁目、鹿骨二・三丁目に編入された。東篠崎町の全域と上篠崎町、下篠崎町、西篠崎町、南篠崎町、北篠崎町の各一部は町名地番整理の対象外となり、従前の町名のまま存続した（上篠崎町、南篠崎町、北篠崎町については、「何丁目」で区分される新町と「丁目」の設定のない旧町とが並存していた）。
各町の編入先は以下のとおりである。
| 町名（1932年現在） | 町名変更（1970年まで）                                                      | 備考 |
| ------------------ | --------------------------------------------------------------------------- | --- |
| 上篠崎町           | 1966年一部が上篠崎町1〜4、篠崎町1・2・7となる。1970年一部が鹿骨2・3となる。 | 1970年以降1990年までは、篠崎公園敷地と、上篠崎町四丁目西方の地区の2か所が「丁目」なしの上篠崎町として存続していた。                                                 |
| 下篠崎町           | 1966年一部が篠崎町1〜7、上篠崎町1〜4、南篠崎町1・4、谷河内町1・2となる。    | 篠崎町四丁目南東に接する地区が下篠崎町として存続。他に1987年までは東篠崎町南方に下篠崎町の飛地があった。                                                            |
| 東篠崎町           | 変更なし。                                                                  | |
| 西篠崎町           | 1966年大部分が北篠崎町1・2、南小岩2、東小岩1となる。                        | 1966年以降1990年までは、人口・世帯数ゼロの町として存続。『角川日本地名大辞典 東京都』によれば、1978年現在、篠崎公園敷地のごく一部のみが西篠崎町として存続していた。 |
| 南篠崎町           | 1966年一部が南篠崎町1〜4、篠崎町2・3・4・6、谷河内町2となる。               | 1966年以降1987年までは、南篠崎町一丁目の南に接する地区と、下篠崎町内の飛地の2か所が「丁目」なしの南篠崎町として存続していた。                                       |
| 北篠崎町           | 1966年一部が北篠崎町1・2、南小岩2、東小岩1となる。                          | 1966年以降1990年までは、北篠崎町一・二丁目の西に接する狭小な地区のみが「丁目」なしの北篠崎町として存続していた。                                                    |

昭和62年（1987年）以降、篠崎地区にあらためて住居表示が実施され、町名町界が再編された。この結果、篠崎町八丁目と南篠崎町五丁目が新設され、上篠崎町一〜四丁目と北篠崎町一・二丁目はそれぞれ上篠崎一〜四丁目、北篠崎一・二丁目と改称された。下篠崎町は従前の町名を継承して住居表示が実施され、東篠崎町は一部を除いて東篠崎一・二丁目となった。他に西篠崎一・二丁目が新設されたが、これは昭和7年成立の旧・西篠崎町とは位置が異なっている。「丁目」なしの上篠崎町、西篠崎町、南篠崎町、北篠崎町は平成2年（1990年）までに廃止された。東篠崎町は旧江戸川河川敷部分（千葉県との境界未定部分）のみ住居表示未実施地区として残存している。

### 鹿骨地区
鹿骨（ししぼね）地区では、昭和45年（1970年）実施の町名地番整理実施と、平成3年（1991年）以降の住居表示実施とにより、再度にわたり町名変更が実施されている。その経緯は以下のとおりである。
昭和7年（1932年）の江戸川区成立時に、旧鹿本村大字鹿骨は鹿骨町となった。昭和41年（1966年）、鹿骨町の一部が北篠崎町一・二丁目及び南小岩二丁目に編入された。
昭和45年（1970年）12月28日、鹿骨地区の町名地番整理が実施され、鹿骨町の一部に上篠崎町、一之江一丁目、西一之江二丁目、松本町、谷河内町の各一部、及び、当時ごく一部のみ残存していた新堀町の全域を編入し、鹿骨一〜五丁目が成立した。従前の鹿骨町（丁目なし）も一部が地番整理未実施地区として存続した。
平成3年（1991年）以降、鹿骨地区にあらためて住居表示が実施され、町名町界が再編されている。これにより鹿骨一〜五丁目は鹿骨町の一部を編入し、鹿骨一〜六丁目となった。
「丁目」なしの鹿骨町（昭和7年成立）は、昭和45年（1970年）の町名地番整理実施後は、6箇所の区域に分かれて飛地状に存続していた。これらの区域は、住居表示実施後、大部分が鹿骨一・三・六丁目、西篠崎一・二丁目、篠崎町八丁目に編入されたが、ごく一部（東松本二丁目3番の北側）が鹿骨町として存続している。旧鹿骨町の編入先は以下のとおりである。
旧鹿骨町の編入先
- 鹿骨三丁目の北側の地区 → 鹿骨三丁目（18〜19番街区）、西篠崎一丁目（6番街区）に編入
- 鹿骨三丁目の東側の地区 → 西篠崎一・二丁目に編入
- 篠崎町七丁目の西側の地区 → 篠崎町八丁目に編入
- 鹿骨一丁目の南側の地区 → 鹿骨一丁目（39〜47番街区）に編入
- 鹿骨五丁目の西側の地区 → 鹿骨六丁目に編入
- 松本町と鹿骨五丁目に囲まれた地区 → 住居表示未実施（東松本二丁目3番の北側）

### 谷河内地区
谷河内地区では、昭和41年（1966年）実施の町名地番整理と、平成3年（1991年）以降の住居表示実施とにより再度にわたり町名変更が実施されている。その経緯は以下のとおりである。
昭和7年（1932年）の江戸川区成立時に、旧瑞江村大字谷河内は谷河内町となった。昭和13年（1938年）1月1日、瑞江地区の町名地番整理が実施され、谷河内町の一部が西瑞江一丁目となった。
昭和41年（1966年）3月1日、谷河内地区の町名地番整理が実施され、谷河内町、下篠崎町、南篠崎町の各一部をもって谷河内町一・二丁目が成立した。従前の谷河内町の残余は昭和41年（1966年）南篠崎町一〜四丁目、昭和45年（1970年）鹿骨一〜五丁目のうちとなり消滅した。
平成2年（1990年）以降、当地区にあらためて住居表示が実施され、町名町界が再編されている。平成2年（1990年）、谷河内町一丁目の大部分が住居表示実施により、篠崎町八丁目のうちとなった。平成3・5年（1991・1993年）、谷河内一丁目の残余、谷河内二丁目の全域、西瑞江一丁目の一部に住居表示が実施され、谷河内一・二丁目に再編された。

## 現行行政町名一覧
江戸川区では、小松川・春江町の一部を除いてすべての区域住居表示に関する法律に基づく住居表示が実施されている。なお、町名欄に※印があるものについては、その町区域の一部に住居表示未実施の区域があることを示す。
| 町名           | 町名の読み         | 町区域新設年月日 | 住居表示実施年月日 | 住居表示実施前の町名等                             | 備考 |
| -------------- | ------------------ | ---------------- | ------------------ | -------------------------------------------------- | ---- |
| 中央一丁目     | ちゅうおう         | 1965年9月1日     | 1965年9月1日       | 東小松川4の一部                                    |      |
| 中央二丁目     | ちゅうおう         | 1965年9月1日     | 1965年9月1日       | 東小松川5の一部                                    |      |
| 中央三丁目     | ちゅうおう         | 1965年9月1日     | 1965年9月1日       | 東小松川4、東小松川5、松本町の各一部               |      |
| 中央四丁目     | ちゅうおう         | 1965年9月1日     | 1965年9月1日       | 東小松川4、西小松川2、松本町の各一部               |      |
| 松島一丁目     | まつしま           | 1965年9月1日     | 1965年9月1日       | 東小松川3、東小松川4、西小松川1の各一部            |      |
| 松島二丁目     | まつしま           | 1965年9月1日     | 1965年9月1日       | 東小松川4、西小松川2の各一部                       |      |
| 松島三丁目     | まつしま           | 1965年9月1日     | 1965年9月1日       | 西小松川2の一部                                    |      |
| 松島四丁目     | まつしま           | 1965年9月1日     | 1965年9月1日       | 西小松川2の一部                                    |      |
| 松江一丁目     | まつえ             | 1965年9月1日     | 1965年9月1日       | 東小松川3の一部                                    |      |
| 松江二丁目     | まつえ             | 1965年9月1日     | 1965年9月1日       | 東小松川3の一部                                    |      |
| 松江二丁目     | まつえ             | 1965年9月1日     | 1984年11月1日      | 東小松川3、西一之江1の各一部                       |      |
| 松江三丁目     | まつえ             | 1965年9月1日     | 1965年9月1日       | 東小松川1、東小松川2の各一部                       |      |
| 松江四丁目     | まつえ             | 1967年7月15日    | 1967年7月15日      | 東小松川1、東小松川2、西一之江1の各一部            |      |
| 松江五丁目     | まつえ             | 1967年7月15日    | 1967年7月15日      | 東小松川1、東船堀町、西一之江1の各一部             |      |
| 松江六丁目     | まつえ             | 1967年7月15日    | 1967年7月15日      | 東船堀町、西一之江1の各一部                        |      |
| 松江七丁目     | まつえ             | 1967年7月15日    | 1967年7月15日      | 西一之江1の一部                                    |      |
| 東小松川一丁目 | ひがしこまつがわ   | 1978年3月1日     | 1978年3月1日       | 東小松川3の全部                                    |      |
| 東小松川二丁目 | ひがしこまつがわ   | 1978年3月1日     | 1978年3月1日       | 東小松川2の一部                                    |      |
| 東小松川三丁目 | ひがしこまつがわ   | 1978年3月1日     | 1978年3月1日       | 東小松川2の一部                                    |      |
| 東小松川四丁目 | ひがしこまつがわ   | 1978年3月1日     | 1978年3月1日       | 東小松川1、東船堀町、西船堀町の各全部と船堀1の一部 |      |
| 西小松川町     | にしこまつがわまち | 1978年3月1日     | 1978年3月1日       | 西小松川1の全部                                    |      |
| 大杉一丁目     | おおすぎ           | 1984年11月1日    | 1984年11月1日      | 東小松川5、西一之江1の各一部                       |      |
| 大杉二丁目     | おおすぎ           | 1984年11月1日    | 1984年11月1日      | 西一之江2の一部                                    |      |
| 大杉三丁目     | おおすぎ           | 1984年11月1日    | 1984年11月1日      | 西一之江2、一之江1の各一部                         |      |
| 大杉四丁目     | おおすぎ           | 1984年11月1日    | 1984年11月1日      | 東小松川5の一部                                    |      |
| 大杉五丁目     | おおすぎ           | 1984年11月1日    | 1984年11月1日      | 東小松川5、松本町の各一部                          |      |
| 西一之江一丁目 | にしいちのえ       | 1984年11月1日    | 1984年11月1日      | 西一之江1、西一之江2の各一部                       |      |
| 西一之江二丁目 | にしいちのえ       | 1984年11月1日    | 1984年11月1日      | 西一之江1、西一之江2、一之江2の各一部              |      |
| 西一之江三丁目 | にしいちのえ       | 1984年11月1日    | 1984年11月1日      | 西一之江1の一部                                    |      |
| 西一之江四丁目 | にしいちのえ       | 1984年11月1日    | 1984年11月1日      | 西一之江1の一部                                    |      |
| 一之江一丁目   | いちのえ           | 1983年11月1日    | 1983年11月1日      | 西一之江2、一之江1、一之江2の各一部                |      |
| 一之江二丁目   | いちのえ           | 1983年11月1日    | 1983年11月1日      | 一之江2、一之江3、春江町2、春江町3の各一部         |      |
| 一之江三丁目   | いちのえ           | 1983年11月1日    | 1983年11月1日      | 一之江3、春江町3、西瑞江3の各一部                  |      |
| 一之江四丁目   | いちのえ           | 1983年11月1日    | 1983年11月1日      | 一之江3の一部                                      |      |
| 一之江五丁目   | いちのえ           | 1983年11月1日    | 1983年11月1日      | 一之江2、一之江2の各一部                           |      |
| 一之江六丁目   | いちのえ           | 1983年11月1日    | 1983年11月1日      | 一之江4の一部                                      |      |
| 一之江七丁目   | いちのえ           | 1983年11月1日    | 1983年11月1日      | 一之江4の一部                                      |      |
| 一之江七丁目   | いちのえ           | 1983年11月1日    | 2006年11月6日      | 一之江7、春江町4の各一部                           |      |
| 一之江八丁目   | いちのえ           | 2006年11月6日    | 2006年11月6日      | 春江町4の一部                                      |      |
| 春江町四丁目   | はるえちょう       | 1938年1月1日     | 未実施             |                                                    |      |
| 西瑞江四丁目   | にしみずえ         | 1938年1月1日     | 未実施             |                                                    |      |
| 江戸川四丁目   | えどがわ           | 1938年1月1日     | 未実施             |                                                    |      |
| 松本一丁目     | まつもと           | 1986年5月1日     | 1986年5月1日       | 松本町、本一色町の各一部                           |      |
| 松本二丁目     | まつもと           | 1986年5月1日     | 1986年5月1日       | 松本町、本一色町、興宮町の各一部                   |      |
| 興宮町         | おきのみやちょう   | 1932年10月1日    | 1986年5月1日       | 興宮町、本一色町の各一部                           |      |
| 上一色一丁目   | かみいっしき       | 1986年5月1日     | 1986年5月1日       | 上一色町の一部                                     |      |
| 上一色二丁目   | かみいっしき       | 1986年5月1日     | 1986年5月1日       | 上一色町の一部                                     |      |
| 上一色三丁目   | かみいっしき       | 1986年5月1日     | 1986年5月1日       | 上一色町の一部                                     |      |
| 本一色一丁目   | ほんいっしき       | 1986年5月1日     | 1986年5月1日       | 本一色町の一部                                     |      |
| 本一色二丁目   | ほんいっしき       | 1986年5月1日     | 1986年5月1日       | 本一色町の一部                                     |      |
| 本一色三丁目   | ほんいっしき       | 1986年5月1日     | 1986年5月1日       | 本一色町、興宮町の各一部                           |      |

1. ↑  一之江駅西部土地区画整理事業施行区域の一部
2. ↑  一部の街区符号変更
3. 1 2  東部事務所管内に属する区域を除く。

| 町名          | 町名の読み | 町区域新設年月日 | 住居表示実施年月日 | 住居表示実施前の町名等                     | 備考 |
| ------------- | ---------- | ---------------- | ------------------ | ------------------------------------------ | ---- |
| 小松川一丁目  | こまつがわ | 1932年10月1日    | 1988年5月1日       | 小松川1の一部                              |      |
| 小松川一丁目  | こまつがわ | 1932年10月1日    | 1996年10月7日      | 小松川1の一部                              |      |
| 小松川二丁目  | こまつがわ | 1932年10月1日    | 1993年9月6日       | 小松川1、小松川2の各一部                   |      |
| 小松川二丁目  | こまつがわ | 1932年10月1日    | 1996年10月7日      | 小松川1、小松川2、小松川3、小松川4の各一部 |      |
| 小松川三丁目※ | こまつがわ | 1932年10月1日    | 1996年10月7日      | 小松川2、小松川3、小松川4の各一部          |      |
| 小松川四丁目  | こまつがわ | 1932年10月1日    | 未実施             |                                            |      |
| 平井一丁目    | ひらい     | 1972年11月1日    | 1972年11月1日      | 逆井1、平井2の各一部                       |      |
| 平井二丁目    | ひらい     | 1972年11月1日    | 1972年11月1日      | 逆井1、逆井2、平井1の各一部                |      |
| 平井三丁目    | ひらい     | 1972年11月1日    | 1972年11月1日      | 逆井2、平井1、平井3の各一部                |      |
| 平井四丁目    | ひらい     | 1972年11月1日    | 1972年11月1日      | 逆井2、平井2、平井3の各一部                |      |
| 平井五丁目    | ひらい     | 1972年11月1日    | 1972年11月1日      | 平井1、平井3、平井4の各一部                |      |
| 平井六丁目    | ひらい     | 1972年11月1日    | 1972年11月1日      | 平井1、平井3、平井4の各一部                |      |
| 平井七丁目    | ひらい     | 1972年11月1日    | 1972年11月1日      | 平井3、平井4の各一部                       |      |

| 町名         | 町名の読み     | 町区域新設年月日 | 住居表示実施年月日 | 住居表示実施前の町名等                                                              | 備考 |
| ------------ | -------------- | ---------------- | ------------------ | ----------------------------------------------------------------------------------- | ---- |
| 春江町五丁目 | はるえちょう   | 1938年1月1日     | 未実施             |                                                                                     |      |
| 西瑞江五丁目 | にしみずえ     | 1938年1月1日     | 未実施             |                                                                                     |      |
| 江戸川五丁目 | えどがわ       | 1938年1月1日     | 未実施             |                                                                                     |      |
| 江戸川六丁目 | えどがわ       | 1938年1月1日     | 未実施             |                                                                                     |      |
| 一之江町     | いちのえちょう | 1932年10月1日    | 未実施             |                                                                                     |      |
| 二之江町     | にのえちょう   | 1932年10月1日    | 未実施             |                                                                                     |      |
| 船堀一丁目   | ふなぼり       | 1967年2月1日     | 1967年2月1日       | 西船堀町、東船堀町の各一部                                                          |      |
| 船堀二丁目   | ふなぼり       | 1967年2月1日     | 1967年2月1日       | 西船堀町、東船堀町の各一部                                                          |      |
| 船堀三丁目   | ふなぼり       | 1967年2月1日     | 1967年2月1日       | 東船堀町の一部                                                                      |      |
| 船堀四丁目   | ふなぼり       | 1967年2月1日     | 1967年2月1日       | 東船堀町の一部                                                                      |      |
| 船堀五丁目   | ふなぼり       | 1967年2月1日     | 1967年2月1日       | 東船堀町の一部                                                                      |      |
| 船堀六丁目   | ふなぼり       | 1967年2月1日     | 1967年2月1日       | 東船堀町の一部                                                                      |      |
| 船堀七丁目   | ふなぼり       | 1967年2月1日     | 1967年2月1日       | 東船堀町、二之江町の各一部                                                          |      |
| 北葛西一丁目 | きたかさい     | 1979年11月1日    | 1979年11月1日      | 宇喜田町、南船堀町の各一部                                                          |      |
| 北葛西二丁目 | きたかさい     | 1979年11月1日    | 1979年11月1日      | 宇喜田町、南船堀町の各一部                                                          |      |
| 北葛西三丁目 | きたかさい     | 1979年11月1日    | 1979年11月1日      | 宇喜田町の一部                                                                      |      |
| 北葛西四丁目 | きたかさい     | 1979年11月1日    | 1979年11月1日      | 宇喜田町の一部                                                                      |      |
| 北葛西五丁目 | きたかさい     | 1979年11月1日    | 1979年11月1日      | 宇喜田町の一部                                                                      |      |
| 宇喜田町     | うきたちょう   | 1932年10月1日    | 未実施             |                                                                                     |      |
| 西葛西一丁目 | にしかさい     | 1978年9月1日     | 1978年9月1日       | 小島町1、小島町2、南船堀町の各一部                                                  |      |
| 西葛西二丁目 | にしかさい     | 1978年9月1日     | 1978年9月1日       | 小島町1、小島町2、南船堀町の各一部                                                  |      |
| 西葛西三丁目 | にしかさい     | 1978年9月1日     | 1978年9月1日       | 小島町1、小島町2、宇喜田町の各一部                                                  |      |
| 西葛西四丁目 | にしかさい     | 1978年9月1日     | 1978年9月1日       | 宇喜田町、長島町の各一部                                                            |      |
| 西葛西五丁目 | にしかさい     | 1978年9月1日     | 1978年9月1日       | 小島町2、新田1、宇喜田町の各一部                                                    |      |
| 西葛西六丁目 | にしかさい     | 1978年9月1日     | 1978年9月1日       | 小島町1、小島町2、新田1、新田2の各一部                                              |      |
| 西葛西七丁目 | にしかさい     | 1978年9月1日     | 1978年9月1日       | 新田1、新田2の各一部                                                                |      |
| 西葛西八丁目 | にしかさい     | 1978年9月1日     | 1978年9月1日       | 新田2、葛西2の各一部                                                                |      |
| 中葛西一丁目 | なかかさい     | 1979年11月1日    | 1979年11月1日      | 宇喜田町、長島町、桑川町の各一部                                                    |      |
| 中葛西二丁目 | なかかさい     | 1979年11月1日    | 1979年11月1日      | 宇喜田町、長島町、桑川町の各一部                                                    |      |
| 中葛西三丁目 | なかかさい     | 1978年9月1日     | 1978年9月1日       | 長島町、宇喜田町の各一部                                                            |      |
| 中葛西三丁目 | なかかさい     | 1978年9月1日     | 1981年11月1日      | 葛西1の一部                                                                         |      |
| 中葛西四丁目 | なかかさい     | 1978年9月1日     | 1978年9月1日       | 長島町、宇喜田町、葛西1、新田1の各一部                                              |      |
| 中葛西五丁目 | なかかさい     | 1978年9月1日     | 1978年9月1日       | 新田1、葛西1、長島町の各一部                                                        |      |
| 中葛西五丁目 | なかかさい     | 1978年9月1日     | 1981年11月1日      | 葛西1の一部                                                                         |      |
| 中葛西六丁目 | なかかさい     | 1978年9月1日     | 1978年9月1日       | 新田1、新田2、葛西1の各一部                                                         |      |
| 中葛西七丁目 | なかかさい     | 1978年9月1日     | 1978年9月1日       | 新田1、新田2、葛西2の各一部                                                         |      |
| 中葛西八丁目 | なかかさい     | 1981年11月1日    | 1981年11月1日      | 葛西1、葛西2の各一部                                                                |      |
| 南葛西一丁目 | みなみかさい   | 1979年11月1日    | 1979年11月1日      | 堀江町の一部                                                                        |      |
| 南葛西二丁目 | みなみかさい   | 1979年11月1日    | 1979年11月1日      | 堀江町の一部                                                                        |      |
| 南葛西三丁目 | みなみかさい   | 1979年11月1日    | 1979年11月1日      | 堀江町の一部                                                                        |      |
| 南葛西四丁目 | みなみかさい   | 1979年11月1日    | 1979年11月1日      | 堀江町の一部                                                                        |      |
| 南葛西五丁目 | みなみかさい   | 1979年11月1日    | 1979年11月1日      | 堀江町の一部                                                                        |      |
| 南葛西六丁目 | みなみかさい   | 1979年11月1日    | 1979年11月1日      | 堀江町の一部                                                                        |      |
| 南葛西七丁目 | みなみかさい   | 1979年11月1日    | 1979年11月1日      | 堀江町の一部                                                                        |      |
| 堀江町       | ほりえちょう   | 1932年10月1日    | 未実施             |                                                                                     |      |
| 東葛西一丁目 | ひがしかさい   | 1980年11月1日    | 1980年11月1日      | 桑川町、下今井町の各全部と長島町の一部                                              |      |
| 東葛西二丁目 | ひがしかさい   | 1980年11月1日    | 1980年11月1日      | 長島町の一部                                                                        |      |
| 東葛西三丁目 | ひがしかさい   | 1980年11月1日    | 1980年11月1日      | 長島町、葛西1の各一部                                                               |      |
| 東葛西四丁目 | ひがしかさい   | 1981年11月1日    | 1981年11月1日      | 長島町、葛西1の各一部                                                               |      |
| 東葛西五丁目 | ひがしかさい   | 1981年11月1日    | 1981年11月1日      | 長島町、葛西1の各一部                                                               |      |
| 東葛西六丁目 | ひがしかさい   | 1981年11月1日    | 1981年11月1日      | 長島町、葛西1の各一部                                                               |      |
| 東葛西七丁目 | ひがしかさい   | 1981年11月1日    | 1981年11月1日      | 葛西1の一部                                                                         |      |
| 東葛西八丁目 | ひがしかさい   | 1981年11月1日    | 1981年11月1日      | 葛西1、葛西2の各一部                                                                |      |
| 東葛西八丁目 | ひがしかさい   | 1981年11月1日    | 1997年10月6日      | 東葛西8、東葛西9の各一部                                                            |      |
| 東葛西九丁目 | ひがしかさい   | 1981年11月1日    | 1981年11月1日      | 葛西3の全部と長島町、葛西1、葛西2の各一部                                           |      |
| 東葛西九丁目 | ひがしかさい   | 1981年11月1日    | 1997年10月6日      | 東葛西8、東葛西9の各一部                                                            |      |
| 清新町一丁目 | せいしんちょう | 1982年11月1日    | 1982年11月1日      | 小島町1、新田1の各全部と新田2、小島町1地先から新田2地先までの公有水面埋立地の各一部 |      |
| 清新町二丁目 | せいしんちょう | 1982年11月1日    | 1982年11月1日      | 新田2、小島町1地先から新田2地先までの公有水面埋立地の各一部                         |      |
| 臨海町一丁目 | りんかいちょう | 1983年9月1日     | 1983年9月1日       | 新田2地先の公有水面埋立地の一部                                                     |      |
| 臨海町一丁目 | りんかいちょう | 1983年9月1日     | 1985年11月1日      | 臨海町1の一部                                                                       |      |
| 臨海町二丁目 | りんかいちょう | 1984年11月1日    | 1984年11月1日      | 臨海町2の全部                                                                       |      |
| 臨海町三丁目 | りんかいちょう | 1983年9月1日     | 1983年9月1日       | 葛西2、堀江町、上蜆島町、葛西2から上蜆島町地先までの公有水面埋立地の各一部          |      |
| 臨海町四丁目 | りんかいちょう | 1983年9月1日     | 1983年9月1日       | 堀江町、上蜆島町、上蜆島町地先の公有水面埋立地の各一部                              |      |
| 臨海町五丁目 | りんかいちょう | 1987年9月1日     | 1987年9月1日       | 臨海町5の全部                                                                       |      |
| 臨海町六丁目 | りんかいちょう | 1983年9月1日     | 1983年9月1日       | 堀江町、上蜆島町、下蜆島町、上蜆島町地先の公有水面埋立地の各一部                    |      |

1. ↑  西宇喜田町としての設置。1934年5月1日、同町から改称。
2. 1 2  東葛西土地区画整理事業施行区域
3. 1 2 3 4  一部の街区符号変更

| 町名         | 町名の読み   | 町区域新設年月日 | 住居表示実施年月日 | 住居表示実施前の町名等                             | 備考 |
| ------------ | ------------ | ---------------- | ------------------ | -------------------------------------------------- | ---- |
| 北小岩一丁目 | きたこいわ   | 1966年3月1日     | 1966年3月1日       | 小岩町2、小岩町4、小岩町5、小岩町7の各一部         |      |
| 北小岩二丁目 | きたこいわ   | 1966年3月1日     | 1966年3月1日       | 小岩町4、小岩町5、小岩町6の各一部                  |      |
| 北小岩三丁目 | きたこいわ   | 1966年3月1日     | 1966年3月1日       | 小岩町2、小岩町5、小岩町7の各一部                  |      |
| 北小岩四丁目 | きたこいわ   | 1966年3月1日     | 1966年3月1日       | 小岩町7、小岩町8の各一部                           |      |
| 北小岩五丁目 | きたこいわ   | 1966年3月1日     | 1966年3月1日       | 小岩町5、小岩町6の各一部                           |      |
| 北小岩六丁目 | きたこいわ   | 1966年3月1日     | 1966年3月1日       | 小岩町6、小岩町8の各一部                           |      |
| 北小岩七丁目 | きたこいわ   | 1966年3月1日     | 1966年3月1日       | 小岩町6、小岩町7、小岩町8の各一部                  |      |
| 北小岩八丁目 | きたこいわ   | 1966年3月1日     | 1966年3月1日       | 小岩町8の一部                                      |      |
| 西小岩一丁目 | にしこいわ   | 1966年3月1日     | 1966年3月1日       | 上一色町、小岩町3、小岩町4の各一部                 |      |
| 西小岩二丁目 | にしこいわ   | 1966年3月1日     | 1966年3月1日       | 上一色町、小岩町3の各一部                          |      |
| 西小岩三丁目 | にしこいわ   | 1966年3月1日     | 1966年3月1日       | 上一色町、小岩町3、小岩町4、小岩町6の各一部        |      |
| 西小岩四丁目 | にしこいわ   | 1966年3月1日     | 1966年3月1日       | 小岩町4、小岩町6の各一部                           |      |
| 西小岩五丁目 | にしこいわ   | 1966年3月1日     | 1966年3月1日       | 小岩町4、小岩町6の各一部                           |      |
| 東小岩一丁目 | ひがしこいわ | 1966年9月1日     | 1966年9月1日       | 小岩町1、北篠崎町1、北篠崎町、西篠崎町の各一部     |      |
| 東小岩二丁目 | ひがしこいわ | 1966年9月1日     | 1966年9月1日       | 小岩町1、小岩町2の各一部                           |      |
| 東小岩三丁目 | ひがしこいわ | 1966年9月1日     | 1966年9月1日       | 小岩町2、小岩町5、小岩町7の各一部                  |      |
| 東小岩四丁目 | ひがしこいわ | 1966年9月1日     | 1966年9月1日       | 小岩町1、小岩町2の各一部                           |      |
| 東小岩五丁目 | ひがしこいわ | 1966年9月1日     | 1966年9月1日       | 小岩町2、小岩町5の各一部                           |      |
| 東小岩六丁目 | ひがしこいわ | 1966年9月1日     | 1966年9月1日       | 小岩町2、小岩町4、小岩町5、小岩町7の各一部         |      |
| 南小岩一丁目 | みなみこいわ | 1978年2月1日     | 1978年2月1日       | 小岩町1の全部と松本町の一部                        |      |
| 南小岩二丁目 | みなみこいわ | 1966年9月1日     | 1966年9月1日       | 小岩町1、北篠崎町、鹿骨町、松本町の各一部          |      |
| 南小岩三丁目 | みなみこいわ | 1966年9月1日     | 1966年9月1日       | 小岩町1、小岩町2の各一部                           |      |
| 南小岩四丁目 | みなみこいわ | 1966年9月1日     | 1966年9月1日       | 小岩町1、松本町の各一部                            |      |
| 南小岩五丁目 | みなみこいわ | 1966年9月1日     | 1966年9月1日       | 小岩町1、小岩町3、松本町、興宮町、上一色町の各一部 |      |
| 南小岩六丁目 | みなみこいわ | 1966年9月1日     | 1966年9月1日       | 小岩町3、上一色町の各一部                          |      |
| 南小岩七丁目 | みなみこいわ | 1966年9月1日     | 1966年9月1日       | 小岩町1、小岩町3、小岩町4の各一部                  |      |
| 南小岩八丁目 | みなみこいわ | 1966年9月1日     | 1966年9月1日       | 小岩町2、小岩町4の各一部                           |      |

| 町名           | 町名の読み         | 町区域新設年月日 | 住居表示実施年月日 | 住居表示実施前の町名等                        | 備考 |
| -------------- | ------------------ | ---------------- | ------------------ | --------------------------------------------- | ---- |
| 春江町二丁目   | はるえちょう       | 1988年11月1日    | 1988年11月1日      | 春江町1、春江町2、一之江1、一之江2の各一部    |      |
| 春江町三丁目※  | はるえちょう       | 1988年11月1日    | 1988年11月1日      | 春江町3の全部と春江町2、一之江2の各一部       |      |
| 瑞江一丁目     | みずえ             | 1988年11月1日    | 1988年11月1日      | 西瑞江1の一部                                 |      |
| 瑞江一丁目     | みずえ             | 1988年11月1日    | 2004年11月1日      | 西瑞江1の一部                                 |      |
| 瑞江二丁目     | みずえ             | 1994年11月7日    | 1994年11月7日      | 南篠崎町3、西瑞江2、下鎌田町の各一部          |      |
| 瑞江二丁目     | みずえ             | 1994年11月7日    | 2004年11月1日      | 下鎌田町の全部と西瑞江2の一部                 |      |
| 瑞江三丁目     | みずえ             | 2004年11月1日    | 2004年11月1日      | 西瑞江1、西瑞江2の各一部                      |      |
| 瑞江四丁目     | みずえ             | 2014年11月4日    | 2014年11月4日      | 西瑞江2の一部                                 |      |
| 西瑞江三丁目   | にしみずえ         | 1938年1月1日     | 未実施             |                                               |      |
| 西瑞江四丁目   | にしみずえ         | 1938年1月1日     | 未実施             |                                               |      |
| 東瑞江一丁目   | ひがしみずえ       | 2001年11月5日    | 2001年11月5日      | 東瑞江2、西瑞江2、南篠崎町2、下鎌田町の各一部 |      |
| 東瑞江二丁目   | ひがしみずえ       | 1938年1月1日     | 2020年11月2日      |                                               |      |
| 東瑞江三丁目   | ひがしみずえ       | 2014年11月4日    | 2014年11月4日      | 東瑞江2、西瑞江2の各一部                      |      |
| 江戸川一丁目   | えどがわ           | 1938年1月1日     | 2020年11月2日      |                                               |      |
| 江戸川二丁目   | えどがわ           | 1938年1月1日     | 2020年11月2日      |                                               |      |
| 江戸川三丁目   | えどがわ           | 1938年1月1日     | 未実施             |                                               |      |
| 江戸川四丁目   | えどがわ           | 1938年1月1日     | 未実施             |                                               |      |
| 谷河内二丁目   | やごうち           | 1966年3月1日     | 1993年11月1日      | 谷河内町2の全部                               |      |
| 下篠崎町       | しもしのざきまち   | 1932年10月1日    | 1987年11月2日      | 下篠崎町、南篠崎町、篠崎町3の各一部           |      |
| 篠崎町三丁目   | しのざきまち       | 1966年3月1日     | 1987年11月2日      | 篠崎町3の一部                                 |      |
| 篠崎町四丁目   | しのざきまち       | 1966年3月1日     | 1987年11月2日      | 篠崎町4の全部                                 |      |
| 篠崎町五丁目   | しのざきまち       | 1966年3月1日     | 1987年11月2日      | 篠崎町5の全部                                 |      |
| 篠崎町六丁目   | しのざきまち       | 1966年3月1日     | 1993年11月1日      | 篠崎町6の全部                                 |      |
| 南篠崎町一丁目 | みなみしのざきまち | 1966年3月1日     | 1987年11月2日      | 南篠崎町1の全部                               |      |
| 南篠崎町二丁目 | みなみしのざきまち | 1966年3月1日     | 2001年11月5日      | 南篠崎町2、下鎌田町の各一部                   |      |
| 南篠崎町三丁目 | みなみしのざきまち | 1966年3月1日     | 1994年11月7日      | 南篠崎町3、南篠崎町4、下鎌田町の各一部        |      |
| 南篠崎町四丁目 | みなみしのざきまち | 1966年3月1日     | 1993年11月1日      | 南篠崎町4の一部                               |      |
| 南篠崎町五丁目 | みなみしのざきまち | 1987年11月2日    | 1987年11月2日      | 前野町の全部と南篠崎町、下篠崎町の各一部      |      |
| 東篠崎町       | ひがししのざきまち | 1932年10月1日    | 未実施             |                                               |      |
| 東篠崎一丁目   | ひがししのざき     | 1987年11月2日    | 1987年11月2日      | 東篠崎町、南篠崎町の各一部                    |      |
| 東篠崎二丁目   | ひがししのざき     | 1987年11月2日    | 1987年11月2日      | 東篠崎町、下篠崎町の各一部                    |      |

1. 1 2  新中川より東側の区域に限る。

| 町名         | 町名の読み     | 町区域新設年月日 | 住居表示実施年月日 | 住居表示実施前の町名等                            | 備考 |
| ------------ | -------------- | ---------------- | ------------------ | ------------------------------------------------- | ---- |
| 新堀一丁目   | にいほり       | 1979年12月1日    | 1991年2月1日       | 新堀1の全部                                       |      |
| 新堀二丁目   | にいほり       | 1979年12月1日    | 1991年2月1日       | 新堀2の全部                                       |      |
| 春江町一丁目 | はるえちょう   | 1979年12月1日    | 1991年2月1日       | 春江町1の全部                                     |      |
| 谷河内一丁目 | やごうち       | 1991年2月1日     | 1991年2月1日       | 谷河内町1の全部と西瑞江1の一部                    |      |
| 鹿骨町       | ししぼねちょう | 1932年10月1日    | 未実施             |                                                   |      |
| 鹿骨一丁目   | ししぼね       | 1970年           | 1991年2月1日       | 鹿骨1の全部と鹿骨町の一部                         |      |
| 鹿骨二丁目   | ししぼね       | 1970年           | 1991年2月1日       | 鹿骨2の全部                                       |      |
| 鹿骨三丁目   | ししぼね       | 1970年           | 1992年3月2日       | 鹿骨3の全部と鹿骨町の一部                         |      |
| 鹿骨四丁目   | ししぼね       | 1970年           | 1991年2月1日       | 鹿骨4の全部                                       |      |
| 鹿骨五丁目   | ししぼね       | 1970年           | 1991年8月1日       | 鹿骨5の一部                                       |      |
| 鹿骨六丁目   | ししぼね       | 1991年8月1日     | 1991年8月1日       | 鹿骨町の一部                                      |      |
| 東松本一丁目 | ひがしまつもと | 1991年8月1日     | 1991年8月1日       | 松本町、鹿骨5の各一部                             |      |
| 東松本二丁目 | ひがしまつもと | 1992年8月10日    | 1992年8月10日      | 松本町の全部と興宮町の一部                        |      |
| 上篠崎一丁目 | かみしのざき   | 1966年3月1日     | 1990年8月1日       | 上篠崎町1の全部と上篠崎町の一部                   |      |
| 上篠崎二丁目 | かみしのざき   | 1966年3月1日     | 1990年8月1日       | 上篠崎町2の全部                                   |      |
| 上篠崎三丁目 | かみしのざき   | 1966年3月1日     | 1990年8月1日       | 上篠崎町3の全部                                   |      |
| 上篠崎四丁目 | かみしのざき   | 1966年3月1日     | 1990年8月1日       | 上篠崎町4の全部と鹿骨町、鹿骨2の各一部            |      |
| 篠崎町一丁目 | しのざきまち   | 1966年3月1日     | 2012年11月5日      | 篠崎町1の全部                                     |      |
| 篠崎町二丁目 | しのざきまち   | 1966年3月1日     | 2012年11月5日      | 篠崎町2の全部                                     |      |
| 篠崎町七丁目 | しのざきまち   | 1966年3月1日     | 1990年8月1日       | 篠崎町7の全部と谷河内町1の全部                    |      |
| 篠崎町八丁目 | しのざきまち   | 1990年8月1日     | 1990年8月1日       | 谷河内町1、鹿骨町、鹿骨2の各一部                  |      |
| 北篠崎一丁目 | きたしのざき   | 1966年3月1日     | 1990年8月1日       | 北篠崎町1の全部                                   |      |
| 北篠崎二丁目 | きたしのざき   | 1966年3月1日     | 1990年8月1日       | 北篠崎町2の全部と北篠崎町の一部                   |      |
| 西篠崎一丁目 | にししのざき   | 1991年8月1日     | 1991年8月1日       | 上篠崎町、北篠崎町の各全部と鹿骨町、鹿骨3の各一部 |      |
| 西篠崎二丁目 | にししのざき   | 1991年8月1日     | 1991年8月1日       | 鹿骨町、鹿骨3の各一部                             |      |

1. 1 2 3  新堀土地区画整理事業施行区域（換地処分公告の翌日）
2. 1 2 3 4  上篠崎町一丁目、同二丁目、同三丁目、同四丁目としての設置年月日。
3. 1 2  北篠崎町一丁目、同二丁目としての設置年月日。